# Марио Лемьо
Марио Лемьо (роден на 5 октомври 1965 г.) е канадски хокеист. Като част от отбора на Питсбърг Пенгуинс, взема участие в 17 сезона от НХЛ, между 1984 г. и 2006 г. През 1999 г. спасява отбора от банкрут, като го закупува и продължава да бъде собственик и председател на борда на директорите в клуба. Мнозина го смятат за един от най-добрите играчи на всички времена.
Като капитан на отбора, Лемьо извежда Питсбърг Пенгуинс до две последователни купи Стенли през 1991 г. и 1992 г., а като собственик успява отново да извоюва трофея през 2009 г. Той е единственият хокеист, който има написано името си на купа Стенли, както като между играчите, така и между собствениците на отбори. Като част от националния отбор на Канада, извежда страната до олимпийско злато през 2002 г., до световна титла през 2004 г. и до купа на Канада (турнир с покани, който се провежда в периода между 1976 г. и 1991 г.), през 1987 г. Във визитката му фигурират още индивидуалните награди „Лестър Б. Пиърсън“ (гласуване на играчите за най-добър играч в лигата) – 4 пъти; „Трофей Харт“ (най-полезен играч през редовния сезон) – 3 пъти; „Трофей Арт Рос“ (лидер по отбелязани голове и асистенции в шампионата) – 6 пъти; „Трофей Кон Смит“ (най-полезен играч във финалите за купа Стенли) – през 1991 г. и 1992 г., при победите на Питсбърг. Когато прекратява кариерата си, той е на седмо място във вечната класация по точки, със своите 690 гола и 1033 асистенции. Нарежда се на второ място, след Майк Боси (0.762), по коефициент за вкарани голове в изиграни срещи – 0.754. През 2004 г. името му е изписано на алеята на славата на Канада в Торонто.
Кариерата на Лемьо е белязана от редица здравословни проблеми, като дискова херния, лимфома на Ходкин, хроничен тендинит на бедрото и постоянни болки в гърба, толкова силни, че се налага съотборниците му да му връзват кънките. Тези проблеми го принуждават да пропусне целия сезон 1994 – 95 и да прекрати кариерата си през 1997 г. (завръща се през 2000 г.) и ограничават срещите в които взима участие до 915 от 1428 възможни. Въпреки многобройните си отсъствия, играта му остава на високо ниво, всеки път щом стъпи на леда. Успява да спечели „Трофея Харт“ през сезон 1995 – 96, след като пропуска целия предишен сезон и е финалист за същия трофей през 2000 г., веднага след възобновяването на кариерата си.
Лемьо е приет в „Залата на славата на хокея“, веднага след като прекратява кариерата си през 1997 г. (пренебрегнат е обичайният период на изчакване от 3 години) и след завръщането си на леда през 2000 г., става третият играч след Горди Хоу и Гай Лафльор, който играе професионално, като член на „Залата на славата на хокея“. Влиянието на Марио Лемьо върху НХЛ е значително. Андрю Конте от Питсбърг Трибюн го нарича спасителя на Питсбърг Пингуинс, а след като прекратява кариерата си, Уейн Грецки заявява: „Играч като Марио Лемьо не може да бъде заменен… Той със сигурност ще липсва на хокея“. Боби Ор го нарича: „Най-талантливият играч, който съм виждал“. Ор и Брайън Тротие, заедно с безбройните му фенове твърдят, че ако не бяха многото здравословни проблеми на Лемьо, постиженията му на леда щяха да бъдат много по-велики.